# Ilja Igorewitsch Sorokin
Ilja Igorewitsch Sorokin (russisch Илья Игоревич Сорокин; englische Transkription: Ilya Igorevich Sorokin; * 4. August 1995 in Nowokusnezk) ist ein russischer Eishockeytorwart, der seit Juli 2020 bei den New York Islanders aus der National Hockey League (NHL) unter Vertrag steht. Bei den Olympischen Winterspielen 2018 gewann Sorokin mit der russischen Nationalmannschaft unter neutraler Flagge die Goldmedaille.

## Karriere

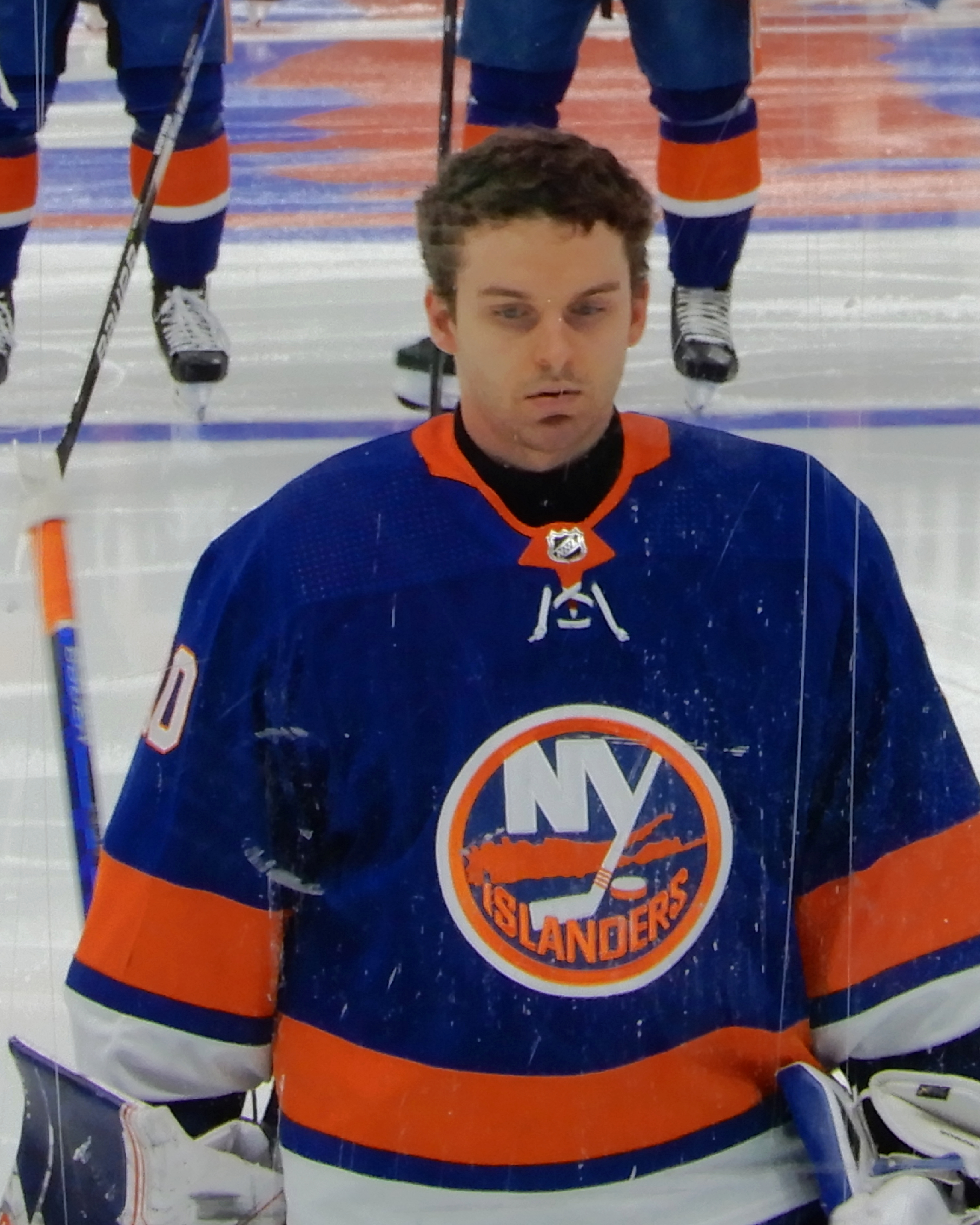
Sorokin im Trikot der Islanders (2021)

Ilja Sorokin begann seine Karriere als Eishockeyspieler in der Nachwuchsabteilung von Metallurg Nowokusnezk. Der Torwart wurde im NHL Entry Draft 2014 in der dritten Runde als insgesamt 78. Spieler von den New York Islanders aus der National Hockey League (NHL) ausgewählt. 2014 ging Sorokin zum HK ZSKA Moskau aus der Kontinentalen Hockey-Liga (KHL).
Nachdem er dort sechs Jahre lang gespielt, in dieser Zeit mit ZSKA im Jahr 2019 den Gagarin-Pokal gewonnen und sich zu einem der besten Torhüter außerhalb der NHL entwickelt hatte, unterzeichnete er im Juli 2020 einen Einjahresvertrag bei den New York Islanders. Dieser wurde im September 2021 um drei Jahre verlängert, wobei er ein durchschnittliches Jahresgehalt von vier Millionen US-Dollar erhalten soll. In der anschließenden Saison 2021/22 etablierte er sich als Stammtorhüter bei den Islanders und setzte sich dabei gegen seinen Landsmann Semjon Warlamow durch. Zudem platzierte er sich mit einer Fangquote von 92,5 % sowie 7 Shutouts unter den besten Torhütern der Liga.
Nachdem er diese Leistungen in der Spielzeit 2022/23 im Wesentlichen bestätigen konnte, unterzeichnete der Russe im Juli 2023 einen neuen Achtjahresvertrag in New York. Dieser soll ihm mit Beginn der Saison 2024/25 ein durchschnittliches Jahresgehalt von 8,25 Millionen US-Dollar einbringen.

### International
Für Russland nahm Sorokin im Juniorenbereich an der U20-Junioren-Weltmeisterschaft 2015 teil und gewann mit seiner Mannschaft die Silbermedaille. Bei der Weltmeisterschaft 2016 gewann er mit seiner Mannschaft die Bronzemedaille. 2017 gewann Sorokin erneut die Bronzemedaille, wobei er zu einem Einsatz im Spiel gegen Lettland kam und einen Shutout für sich verbuchen konnte. Anschließend vertrat er sein Heimatland unter neutraler Flagge bei den Olympischen Winterspielen 2018 und gewann dort die Goldmedaille.

## Erfolge und Auszeichnungen
| - 2016 Teilnahme am KHL All-Star Game - 2016 KHL-Torwart des Monats Januar - 2016 KHL-Torwart des Monats März - 2016 Bester Torwart der KHL - 2017 Teilnahme am KHL All-Star Game - 2017 KHL-Torwart des Monats Dezember - 2018 Teilnahme am KHL All-Star Game - 2018 KHL-Torwart des Monats März - 2018 KHL-Torwart des Monats November | - 2019 Teilnahme am KHL All-Star Game - 2019 KHL-Torwart des Monats März - 2019 Gagarin-Pokal-Gewinn und Russischer Meister mit dem HK ZSKA Moskau - 2019 Wertvollster Spieler der KHL-Playoffs - 2020 Teilnahme am KHL All-Star Game - 2020 KHL-Torwart des Monats Januar - 2023 Teilnahme am NHL All-Star Game - 2023 NHL Second All-Star Team |

### International
| - 2015 Silbermedaille bei der U20-Junioren-Weltmeisterschaft - 2016 Bronzemedaille bei der Weltmeisterschaft - 2017 Bronzemedaille bei der Weltmeisterschaft | - 2018 Goldmedaille bei den Olympischen Winterspielen - 2019 Bronzemedaille bei der Weltmeisterschaft |

## Karrierestatistik
Stand: Ende der Saison 2024/25

### International
| Vertrat Russland bei: - U20-Junioren-Weltmeisterschaft 2015 - Weltmeisterschaft 2016 - Weltmeisterschaft 2017 | - Weltmeisterschaft 2018 - Weltmeisterschaft 2019 | Vertrat die Olympischen Athleten aus Russland bei: - Olympischen Winterspielen 2018 |

(Legende zur Torhüterstatistik: GP oder Sp = Spiele insgesamt; W oder S = Siege; L oder N = Niederlagen; T oder U oder OT = Unentschieden oder Overtime- bzw. Shootout-Niederlage; Min. = Minuten; SOG oder SaT = Schüsse aufs Tor; GA oder GT = Gegentore; SO = Shutouts; GAA oder GTS = Gegentorschnitt; Sv% oder SVS% = Fangquote; EN = Empty Net Goal; 1 Play-downs/Relegation; Kursiv: Statistik nicht vollständig)